# Sandro Nannini
Sandro Nannini (Siena, 1946) è un filosofo italiano.

## Biografia
Ha studiato filosofia all'Università di Firenze con Sergio Landucci e, inizialmente, con Cesare Luporini. Tra il 1970 e il 1991 ha accompagnato la sua attività di ricerca in campo filosofico ed i suoi impegni accademici con una intensa attività politica a Siena come militante del Partito Comunista Italiano. È stato professore ordinario di Filosofia Morale all'Università di Urbino (1986-1992) e di Filosofia Teoretica all’Università Università di Siena (1992-2016), dove ha insegnato per alcuni anni anche filosofia della mente ed è stato principale cofondatore e direttore di una scuola di dottorato interdisciplinare in Scienze Cognitive (1999-2011). È stato inoltre più volte, dal 1989 al 2017, visiting professor presso le Università di Osnabrück, North London, Bremen e Oldenburg. Attualmente in pensione, è ancora pro tempore Docente Senior presso l’Università di Siena e dal 2016 è direttore di Rivista Internazionale di Filosofia e Psicologia (RiFP).
I suoi studi giovanili si sono incentrati sulla filosofia delle scienze sociali, lo strutturalismo francese e la storia del pensiero antropologico. Successivamente, rivoltosi alla filosofia analitica ed in particolare alla teoria dell’azione, ha cercato di sviluppare il “naturalismo metodologico” criticando il ritorno di neo-wittgesteiniani come G.H. von Wright alla distinzione  storicistica tra scienze della natura e scienze dello spirito. Sempre muovendosi entro la filosofia analitica, ma rivolgendo il proprio interesse alla filosofia pratica, ha difeso il non cognitivismo in metaetica. A partire dagli anni Novanta del xx secolo si è infine spostato dalla teoria dell’azione alla filosofia della mente. In una prima fase si è occupato soprattutto della storia del concetto di mente , per approdare dopo il 2000  ad una forma di naturalismo cognitivo basata su una soluzione fisicalistico-eliminativistica del problema mente-corpo.

## Opere

### Monografie
- (1981), Il pensiero simbolico: Saggio su Lévi-Strauss, Bologna, Il Mulino.
- (1992), Cause e ragioni: Modelli di spiegazione delle azioni umane nella filosofia analitica, Roma, Editori Riuniti.
- (1998), Il Fanatico e l'Arcangelo: Saggi di filosofia analitica pratica, Siena, Protagon.
- (2002), L'anima e il corpo: Una introduzione storica alla filosofia della mente, Roma - Bari, Laterza; 10ª edizione rivista e ampliata 2011.
- (2006), Seele, Geist und Körper: Historische Wurzeln und philosophische Grundlagen der Kognitionswissenschaften (Deutsche Bearbeitung von Sibylle Mahrdt), Frankfurt a. M., Peter Lang Verlag.
- (2007), Naturalismo cognitivo: Per una teoria materialistica della mente, Macerata, Quodlibet
- (2008), La Nottola di Minerva: Storie e dialoghi fantastici sulla filosofia della mente, Milano, Mimesis.

### Curatele
- (1980), Educazione, individuo e società in Emile Durkheim e nei suoi interpreti, Torino, Loescher.
- (2000 con H.J. Sandkühler), Naturalism in the Cognitive Sciences and the Philosophy of Mind, Frankfurt a.M., Peter Lang.
- (2007 con C. Lumer), Intentionality, Deliberation and Autonomy: The Action-Theoretic Basis of Practical Philosophy, London, Ashgate UK.
- (2013 con A. Zeppi), La mente può essere naturalizzata?, Colle di Val D’Elsa (Siena), SeB Editori.

### Saggi
- (1990), Freud e l'antropologia, in «La Cultura. Rivista di Filosofia, Letteratura e Storia», 28(1), numero monografico “Studi su Sigmund Freud (1939-1989)”, 97-132.
- (1996), Symbol, Künstliche Intelligenz und Philosophie des Geistes, in «Logos: Zeitschrift für systematische Philosophie», 3(1), 75-96.
- (1996), Il materialismo “primario”, in Aa. Vv., Il pensiero di Cesare Luporini, Milano, Feltrinelli, 140-153.
- (1999), L'anomalia del mentale in Donald Davidson, «Rivista di filosofia», 90(1), 71-95.
- (1999), The Logical Connection Argument Again, in Egidi R. (a cura di), In Search of a New Humanism. The Philosophy of Georg Henrik von Wright, Dordrecht, Kluwer, 103-112.
- (2000), Cognitive Naturalism in the Philosophy of Mind, in Nannini S., Sandkühler H.J. (a cura di), Naturalism in the Cognitive Sciences and the Philosophy of Mind, Frankfurt a.M., Peter Lang, 2000, 41-62.
- (2004), Mente e corpo nel dibattito contemporaneo, in A.Vv., L’anima, Milano, Mondadori, 23-40.
- (2006), Theorien mentaler Repräsentation, in Sandkühler H.J. (a cura di), Theorien und Begriffe der Repräsentation, Bremen, Forschungsprojekt Repräsentation, 91-98.
- (2006), Mente, corpo e società nel naturalismo forte, in «Nuova Civiltà delle Macchine», 24(2), 112-128.
- (2007), Intentionality Naturalised, in M. Beaney, C. Penco, Massimiliano Vignolo (a cura di), Explaining the Mental: Naturalist and Non-Naturalist Approaches to Mental Acts and Processes, Newcastle upon Tyne UK, Cambridge Scholars Publ., 124-134.
- (2007), Realismo scientifico e ontologia materialistica, in «Giornale di metafisica», 29(2) (numero a cura di Nicolaci G., Perone U., Ontologia e metafisica), 483-496.
- (2007), Il concetto di verità in una prospettiva naturalistica, in Amoretti M.C., Marsonet M. (a cura di), Conoscenza e verità, Milano, Giuffré, 45-69.
- (2009), L’Io come Direttore Assente, in Cardella V., Bruni D. (a cura di), Cervello, linguaggio, società: Atti del Convegno 2008 del CODISCO, Coordinamento dei Dottorati Italiani di Scienze Cognitive, Roma, CORISCO, 177-188.
- (2010), Orologi, menti e cervelli: Riflessioni preliminari su tempo reale e tempo fenomenico tra fisica teorica e filosofia della mente, in Amoretti M.C. (a cura di), Natura umana, natura artificiale, Milano, Angeli, 135-153.
- (2010), Cognitive naturalism and cognitive neuroscience: A defence of eliminativism and a discussion with G. Roth, in De Caro M., Egidi R. (a cura di), The Architecture of Knowledge: Epistemology, Agency, and Science, Roma, Carocci, 35-56.
- (2011), La naturalizzazione delle rappresentazioni mentali, in «Sistemi intelligenti», 23(1), 41-58.
- (2011), Kant e le scienze cognitive sulla natura dell’Io, in Amoroso L., Ferrarin A., La Rocca C. (a cura di), Critica della ragione e forme dell'esperienza: Studi in onore di Massimo Barale, Pisa, Edizioni ETS, 415-432.
- (2013), Realismo scientifico e naturalismo cognitivo, in Lanfredini R., Peruzzi A. (a cura di), A plea for balance in philosophy: Essays in honour of Paolo Parrini, Pisa, ETS, 113-127.
- (2013), La coscienza può essere naturalizzata?, in Nannini S., Zeppi A. (a cura di), La mente può essere naturalizzata?, Colle di Val D’Elsa (Siena), SeB Editori, 117-142.
- (2013), Inconscio, coscienza e intenzionalità nel naturalismo cognitivo, in «Sistemi intelligenti», 25(3), 453-467.
- (2014), La seconda svolta cognitiva in filosofia della mente, in «Reti, saperi, linguaggi: Italian Journal of Cognitive Sciences», 3(2), 319-339.
- (2015), Time and Consciousness in Cognitive Naturalism, in «Rivista internazionale di filosofia e psicologia» 6(3) 458-473.